# 가면라이더 W의 에피소드 목록
아래는 일본 토에이의 특수촬영 드라마 가면라이더 W의 방영 방영 목록이다.
- 가면라이더 W의 에피소드는 2화 1편으로 이루어져 있으며 전편은 사건 발생을 담았고, 후편은 그 사건을 해결하는 형식을 갖추고 있다.
- 사건편과 해결편에는 공통인 에피소드 타이틀이 있어, 해답편의 아방 타이틀에서는, 그 에피소드의 인물상관도가 나타난다.
- 주요 키워드를 알파벳의 이니셜로 나타낸 후, 슬래시 뒤에 "부제목"을 붙여놓은 형태로 모든 알파벳이 쓰인 것은 아니다.

| 방영일           | 화수 | 서브타이틀                                    | 등장 도펀트 |
| ---------------- | ---- | --------------------------------------------- | --- |
| 2009년 9월 6일   | 1    | W의 검색/탐정은 둘이서 한 명                  | - 터부 도펀트 - 마그마 도펀트 - 티렉스 도펀트                                                                        |
| 2009년 9월 13일  | 2    | W의 검색/마을을 울리는 자                     | - 티렉스 도펀트 - 티렉스 도펀트 (거대화) - 클레이돌 도펀트 - 터부 도펀트 - 스밀로돈 도펀트 - 테러 도펀트             |
| 2009년 9월 20일  | 3    | M에게 손 대지마/천국으로 가는 방법            | - 머니 도펀트 - 나스카 도펀트                                                                                        |
| 2009년 9월 27일  | 4    | M에게 손 대지마/죠커로 승부                   | - 머니 도펀트 - 나스카 도펀트 - 클레이돌 도펀트 - 터부 도펀트 - 스밀로돈 도펀트 - 테러 도펀트                        |
| 2009년 10월 4일  | 5    | 소녀…A/아빠는 가면라이더                      | - 아노말로카리스 도펀트 (복제) - 아노말로카리스 도펀트 - 클레이돌 도펀트                                             |
| 2009년 10월 11일 | 6    | 소녀…A/거짓말의 대가                          | - 아노말로카리스 도펀트 - 아노말로카리스 도펀트 (거대화) - 나스카 도펀트                                             |
| 2009년 10월 18일 | 7    | C를 찾아라/필립은 그걸 참지못해               | - 코크로치 도펀트 - 스밀로돈 도펀트                                                                                  |
| 2009년 10월 25일 | 8    | C를 찾아라/댄싱 히어로                        | - 코크로치 도펀트 |
| 2009년 11월 8일  | 9    | S한 전율/메이드 탐정은 보았다!                | - 스위츠 도펀트 - 테러 도펀트 - 나스카 도펀트                                                                        |
| 2009년 11월 15일 | 10   | S한 전율/명탐정의 딸                          | - 스위츠 도펀트 - 테러 도펀트 - 나스카 도펀트 - 터부 도펀트                                                          |
| 2009년 11월 22일 | 11   | 복수의 V/감염차                               | - 바이러스 도펀트 - 나스카 도펀트                                                                                    |
| 2009년 11월 29일 | 12   | 복수의 V/원념수                               | - 바이러스 도펀트 |
| 2009년 12월 6일  | 13   | 라디오로 Q/표적이 된 프린세스                 | - 바이올렌스 도펀트 - 바이올렌스 도펀트 (구체 형태) - 마스카레이드 도펀트 - 클레이돌 도펀트 - 터부 도펀트            |
| 2009년 12월 13일 | 14   | 라디오로 Q/생중계 大패닉                      | - 바이올렌스 도펀트 - 바이올렌스 도펀트 (구체 형태) - 클레이돌 도펀트 - 나스카 도펀트                                |
| 2009년 12월 20일 | 15   | F의 잔광/강도라이더                           | - 암즈 도펀트 - 마스카레이드 도펀트                                                                                  |
| 2010년 1월 3일   | 16   | F의 잔광/파트너를 되찾아라                    | - 암즈 도펀트 - 마스카레이드 도펀트 - 터부 도펀트 - 나스카 도펀트                                                    |
| 2010년 1월 10일  | 17   | 안녕히 N이여/메모리 키즈                      | - 버드 도펀트 - 나스카 도펀트                                                                                        |
| 2010년 1월 17일  | 18   | 안녕히 N이여/친구는 바람과 함께               | - 버드 도펀트 - 버드 도펀트 (강화체) - 나스카 도펀트 - 테러 도펀트 - 터부 도펀트 - 클레이돌 도펀트 - 스밀로돈 도펀트 |
| 2010년 1월 24일  | 19   | I가 멈추지 않아/녀석의 이름은 액셀            | - 아이스에이지 도펀트                                                                                                |
| 2010년 1월 31일  | 20   | I가 멈추지 않아/가면라이더의 유의             | - 아이스에이지 도펀트                                                                                                |
| 2010년 2월 7일   | 21   | 돌아온 T/여자에겐 맞지 않는 멜로디            | - 트라이세라톱스 도펀트 - 마스카레이드 도펀트 - 스밀로돈 도펀트                                                      |
| 2010년 2월 14일  | 22   | 돌아온 T/죽지 않는 남자                       | - 트라이세라톱스 도펀트 - 트라이세라톱스 도펀트 (거대화)                                                             |
| 2010년 2월 21일  | 23   | 입술에 L을/싱어 송 라이더                     | - 라이어 도펀트 |
| 2010년 2월 28일  | 24   | 입술에 L을/거짓말쟁이는 너다                  | - 라이어 도펀트 |
| 2010년 3월 7일   | 25   | P의 유희/인형은 손버릇이 나쁘다               | - 퍼페티아 도펀트 |
| 2010년 3월 14일  | 26   | P의 유희/아키코 온 더 런                      | - 퍼페티아 도펀트 |
| 2010년 3월 21일  | 27   | D가 보고있었다/투명 매지컬 레이디             | - 인비지블 도펀트 - 웨더 도펀트                                                                                      |
| 2010년 3월 28일  | 28   | D가 보고있었다/결사의 트윈 맥시멈             | - 인비지블 도펀트 - 웨더 도펀트 - 테러 도펀트                                                                        |
| 2010년 4월 4일   | 29   | 악몽같은 H/잠자는 공주는 우울하다             | - 나이트메어 도펀트 - 웨더 도펀트                                                                                    |
| 2010년 4월 11일  | 30   | 악몽같은 H/왕자님은 누구?                     | - 나이트메어 도펀트 - 웨더 도펀트                                                                                    |
| 2010년 4월 18일  | 31   | 폭풍을 부르는 B/야수를 쫓을 것                | - 비스트 도펀트 - 웨더 도펀트                                                                                        |
| 2010년 4월 25일  | 32   | 폭풍을 부르는 B/지금, 빛 속에서               | - 비스트 도펀트 - 존 도펀트 - 웨더 도펀트                                                                            |
| 2010년 5월 2일   | 33   | Y의 비극/어제를 찾는 여자                     | - 예스터데이 도펀트 - 웨더 도펀트                                                                                    |
| 2010년 5월 9일   | 34   | Y의 비극/오빠와 여동생                        | - 예스터데이 도펀트 - 웨더 도펀트 - 터부 도펀트                                                                      |
| 2010년 5월 16일  | 35   | R의 저편으로/마치 괴물과도 같은 비            | - 케찰코아틀루스 도펀트 (시험체) - 웨더 도펀트 - 테러 도펀트                                                         |
| 2010년 5월 23일  | 36   | R의 저편으로/모든 것을 뿌리쳐라               | - 웨더 도펀트 - 웨더 도펀트 (비상태) - 케찰코아틀루스 도펀트 - 테러 도펀트 - 터부 도펀트 - 스밀로돈 도펀트           |
| 2010년 5월 30일  | 37   | 내방자 X/약속의 다리                          | - 호퍼 도펀트 - 마스카레이드 도펀트 - 터부 도펀트 - 스밀로돈 도펀트                                                  |
| 2010년 6월 6일   | 38   | 내방자 X/뮤지엄의 이름 아래                   | - 호퍼 도펀트 - 스밀로돈 도펀트 - 테러 도펀트 - 클레이돌 도퍼트 - 마스카레이드 도펀트                                |
| 2010년 6월 20일  | 39   | G의 가능성/배드 시네마 파라다이스             | - 진 도펀트 - 클레이돌 도펀트 - R나스카 도펀트                                                                       |
| 2010년 6월 27일  | 40   | G의 가능성/당신을 용서할 수 없어              | - 진 도펀트 - 클레이돌 도펀트 - 클레이돌 엑스트림 - R나스카 도펀트                                                   |
| 2010년 7월 4일   | 41   | J의 미궁/엽기적인 악녀                        | - 쥬얼 도펀트 - R나스카 도펀트                                                                                       |
| 2010년 7월 11일  | 42   | J의 미궁/다이아몬드는 상처입고                | - 쥬얼 도펀트 - R나스카 도펀트 - 클레이돌 도펀트 - 클레이돌 엑스트림                                                 |
| 2010년 7월 18일  | 43   | O의 연쇄/노인탐정                             | - 올드 도펀트 |
| 2010년 7월 25일  | 44   | O의 연쇄/슈라우드의 고백                      | - 올드 도펀트 - 클레이돌 도펀트 - 테러 도펀트                                                                        |
| 2010년 8월 1일   | 45   | K가 원했던 것/악마의 꼬리                     | - 테러 도펀트 - 테러 드래곤 - 스밀로돈 도펀트                                                                        |
| 2010년 8월 8일   | 46   | K가 원했던 것/최후의 만찬                     | - 테러 도펀트 - 테러 드래곤 - 클레이돌 도펀트 - 클레이돌 엑스트림 - R나스카 도펀트                                   |
| 2010년 8월 15일  | 47   | 남겨진 U/필립의 의뢰                          | - 유토피아 도펀트 - 마스카레이드 도펀트                                                                              |
| 2010년 8월 22일  | 48   | 남겨진 U/영원의 파트너                        | - 유토피아 도펀트 - 터부 도펀트                                                                                      |
| 2010년 8월 29일  | 49   | E에게 안녕/이 마을에 정의의 꽃다발을 (최종회) | - 아노말로카리스 도펀트 - 코크로치 도펀트 - 에너지 도펀트                                                            |